# Heir of Sea and Fire
Heir of Sea and Fire (cu sensul de Moștenitoarea mării și a focului) este un roman fantastic al scriitoarei americane Patricia A. McKillip și a doua carte a trilogiei Riddle Master. A fost publicat prima dată în 1977 de către editura Atheneum.

## Rezumat
Atenția se mută de la protagonistul anterior, Morgon din The Riddle-Master of Hed, la Raederle din An, moștenitoarea titulară a mării și a focului, care a fost promisă de tatăl ei bărbatului care va câștiga un joc de ghicitori cu o fantomă. În cartea anterioară, s-a arătat că acesta este prințul din Hed, Morgon, Stăpânul Ghicitorilor titular. 
La începutul romanului, Morgon este dispărut de un an; acesta este presupus mort, iar stăpânirea sa asupra insulei Hed a revenit moștenitorului său.
Raederle pornește spre Muntele Erlenstar, unde Morgon încerca să ajungă când a dispărut. Pe drum, ea este însoțită de Lyra, moștenitoarea lui Morgul din Herun, și de Tristan, sora lui Morgon. Prima jumătate a cărții descrie călătoria lor spre nord. Pe parcurs, Raederle ajunge să-și înțeleagă propriile puteri ca urmașă atât a schimbătorilor de formă, cât și a vrăjitoarelor. Strămoșii ei misterioși o fac astfel să fie înrudită cu dușmanii lui Morgon. 
La jumătatea poveștii, Reaerle află că Morgon este în viață, în timp ce schimbătorii de formă și Ghisteslwchlohm, un vrăjitor străvechi și trădător, îl urmăresc pe acesta.
Simțind o forță puternică care o urmărește, Raederle își folosește abilitățile pentru a o încurca, crezând că îl protejează pe Morgon; dar descoperă că forța pe care o credea că era Ghisteslwchlohm este însuși Morgon, care a furat o mare parte din puterea lui Ghisteslwchlohm în timpul lungii sale captivități, în timp ce omul neajutorat pe care l-a urmărit era Deth (harpistul Prea Înaltului), care l-a trădat. Morgon renunță la răzbunare și îl lasă pe Deth să scape.